# La insaciable (película de 1947)
La insaciable es una película musical mexicana de 1947 dirigida y producida por Juan José Ortega y protagonizada por María Antonieta Pons y Rafael Baledón. 

## Argumento
Velma (María Antonieta Pons), es una ambiciosa bailarina que contrae matrimonio con Carlos (Rafael Baledón), un médico de gran renombre. Sin embargo, en su afán por tener riqueza y fortuna, termina enredándose con hombres de dudosa reputación y realizando actos indebidos.

## Reparto
- María Antonieta Pons ... Velma
- Rafael Baledón ... Carlos
- Carmen Hermosillo ... Carmen
- Gustavo Rojo ... Mario
- Alejandro Ciangherotti ... Marqués
- Kiko Mendive

## Comentarios
A mediados de los años cuarenta, la rumbera cubana María Antonieta Pons actuó en filmes que la ubicaron como vampiresa, devoradora de hombres y de poco fondo dramático. Ejemplo de lo anterior fue La insaciable, donde el director Juan José Ortega desaprovechaba a la estrella creyendo que sus momentos dramáticos con Rafael Baledón le daría prestigio como actriz, cuando sus mejores escenas era cuando entraba a la pista de baile a rumbear frenéticamente.